# Atalantia sessiliflora
Atalantia sessiliflora är en vinruteväxtart som beskrevs av André Guillaumin. Atalantia sessiliflora ingår i släktet Atalantia och familjen vinruteväxter. Inga underarter finns listade i Catalogue of Life.